# Métro d'Ahmedabad
Le métro d'Ahmedabad ou métro du Gujarat est le réseau de métro qui dessert la ville d'Ahmedabad ainsi qu'à terme la ville satellite de Gandhinagar capitale de l'État de Gujarat en Inde. Un premier tronçon long de 6,5 kilomètres a été inauguré le 6 mars 2019. À l'issue d'une première phase de construction, le réseau devrait comporter deux lignes d'une longueur totale de 40 kilomètres desservant 30 stations.

## Réseau (phase 1)
Le réseau comprend deux lignes construites principalement en viaduc (33,5 km) tandis que 6,35 km sont en souterrain. Les lignes sont en correspondance dans le centre-ville à la station Old High Court. 
- La ligne est-ouest relie Vastral Gaam à Thaltej Gaam. Elle est longue de  20,737 km dont  6,83 en souterrain entre le parc Apparel et le fleuve Sabarmati qu'elle traverse sur un pont. Elle comprend 16 stations. Un premier tronçon long de 6,5 km entre Vastral Gam et Apparel Park a été inauguré le 4 mars 2019.
- La ligne nord-sud relie  Motera à APMC et est longue de 18,5 km. Elle comprend 14 stations.

## Matériel roulant
Les rames comprenant trois voitures circulent sur une voie normale. Elles sont alimentées par le troisième rail en 750 volts. Les rames autonomes (sans conducteur) ont une largeur de 2,9 mètres et permettent de transporter 782 passagers. Les rames sont fournies par la société sud-coréenne Hunday Roten qui a déjà construit les rames de plusieurs autres réseaux de métro indiens.

## Prolongements vers le nord (phase 2)
Une deuxième phase du projet prévoit le prolongement de la ligne nord-sud de 30 kilomètres vers le nord. Le nouveau tronçon doit desservir d'une part l'aéroport d'autre part Gandhinagar capitale de l'État de Gujarat située à une trentaine de kilomètres d'Ahmedabad.

### Documentation
- (en) Bureau d'études du métro de Delhi, Detailed project report for Ahmedabad Metro Rail Projet (Phase-I), mars 2015, 666 p. (ISBN 978-0-387-98190-1, lire en ligne)  — Rapport détaillé définissant les caractéristiques techniques de la phase I du projet établi par la société gestionnaire du métro de Delhi